# Egidienstein

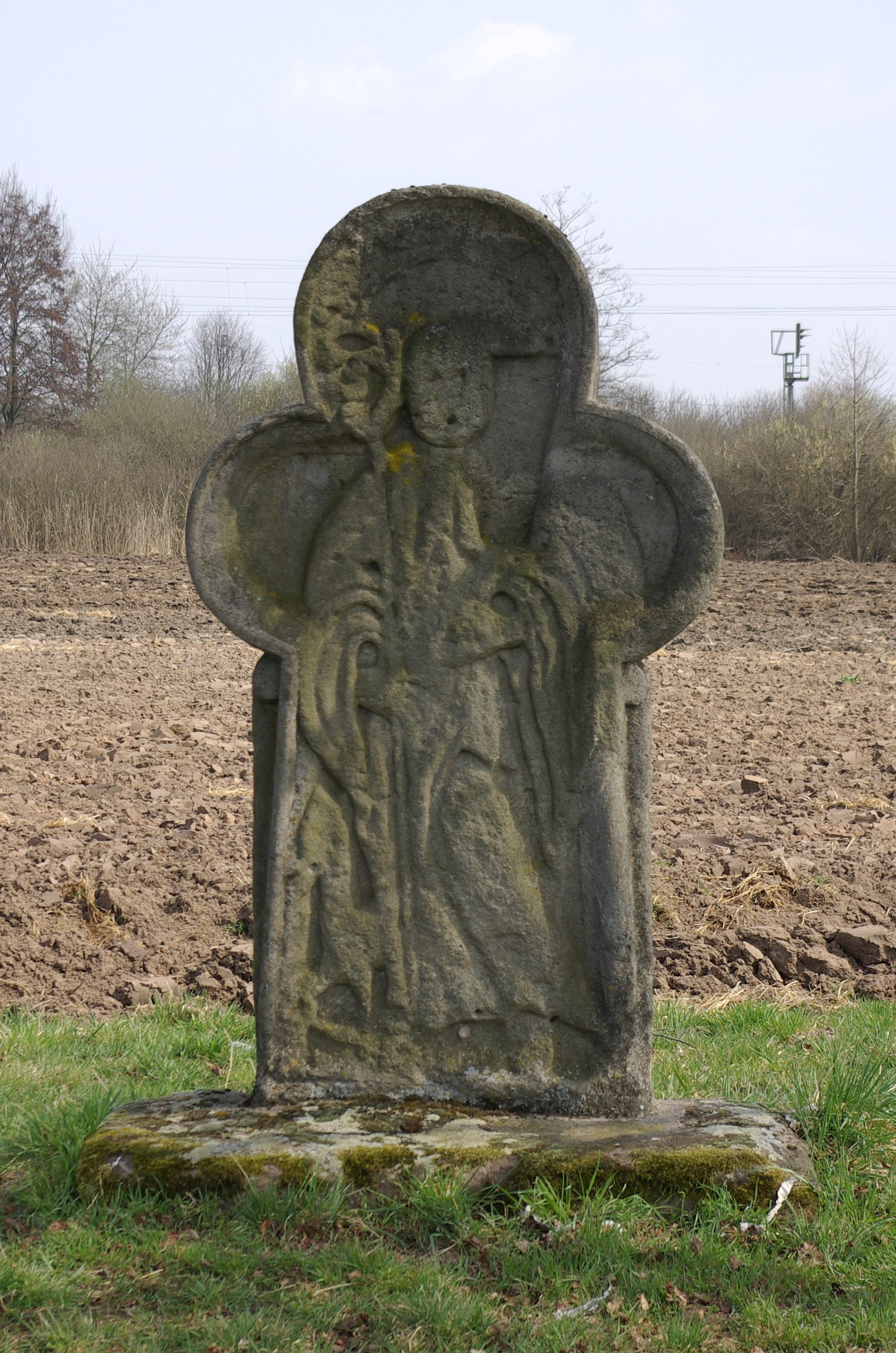
Vorderseite des Egidiensteins, 2011

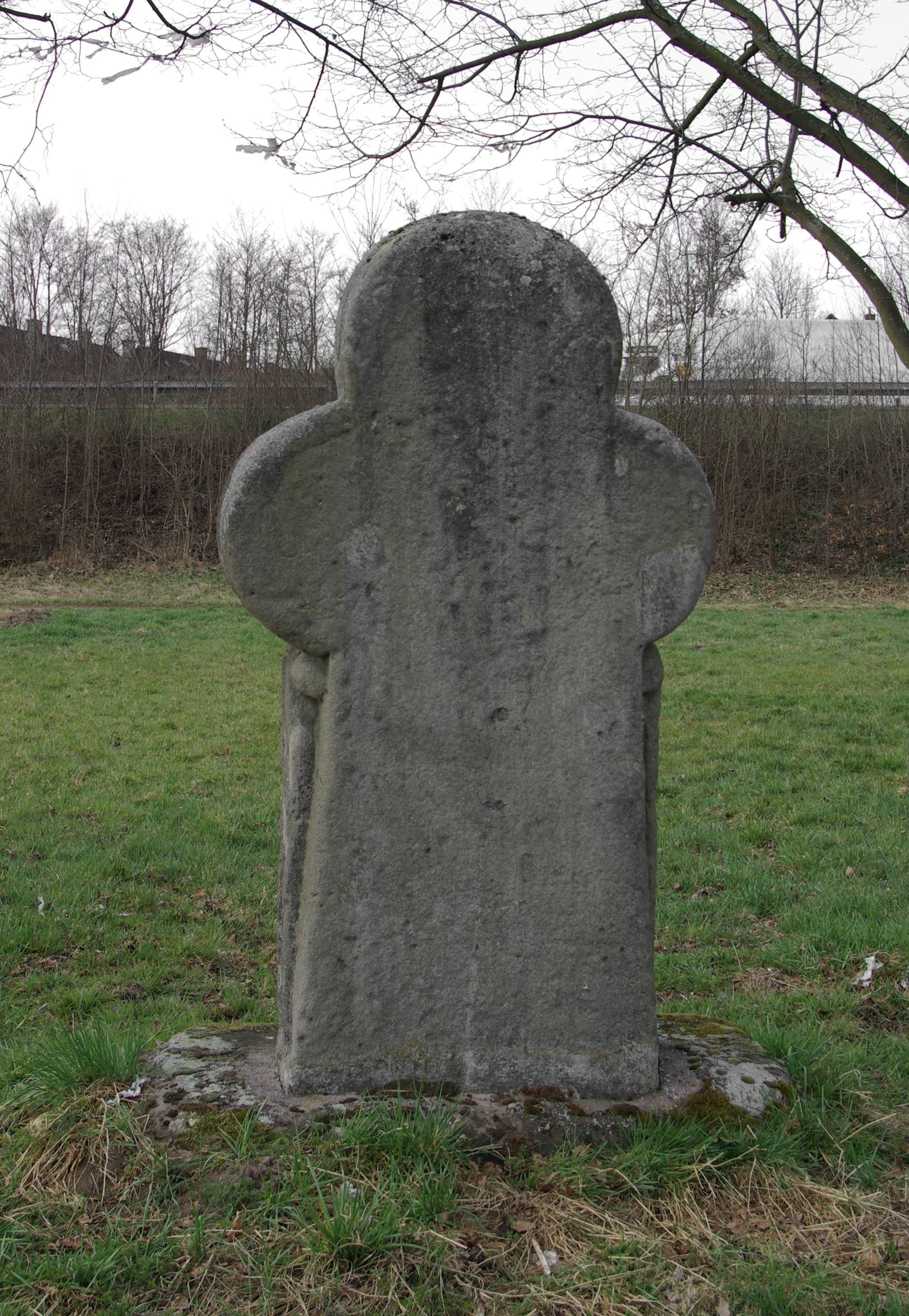
Rückseite des Egidiensteins, 2011

Der Egidienstein, auch Egidiusstein genannt, ist ein historisches Steinkreuz im Erlanger Ortsteil Eltersdorf. Das Bayerische Landesamt für Denkmalpflege verzeichnet ihn unter der Denkmalnummer D-5-62-000-846.

## Standort
Der Egidienstein steht ca. 800 Meter südöstlich der Eltersdorfer Ortsmitte in der Nähe der Sonnenstraße in einer Flur mit der Bezeichnung Dickenasch am historischen Stadtweg nach Nürnberg.

## Beschreibung
Das dreipassförmige Flurdenkmal aus Sandstein ist etwa 195 cm hoch, 110 cm breit und 35 cm tief. Die Vorderseite zeigt unter der inzwischen verwitterten Inschrift „S. EGIDIVS“ ein Relief des heiligen Ägidius mit einem Krummstab in der rechten Hand und einer Hirschkuh zu seinen Füßen. Die Rückseite trug in einer vierpassförmigen Vertiefung eine heute verschwundene Jahreszahl, bei der es sich nach Zeichnungen und verschiedenen Quellen um 1396, 1596 oder 1796 gehandelt haben soll. Das Kreuz ruht auf einem steinernen Sockel mit der Jahreszahl 1774, die sich nicht sichtbar unter der Erdoberfläche befindet.

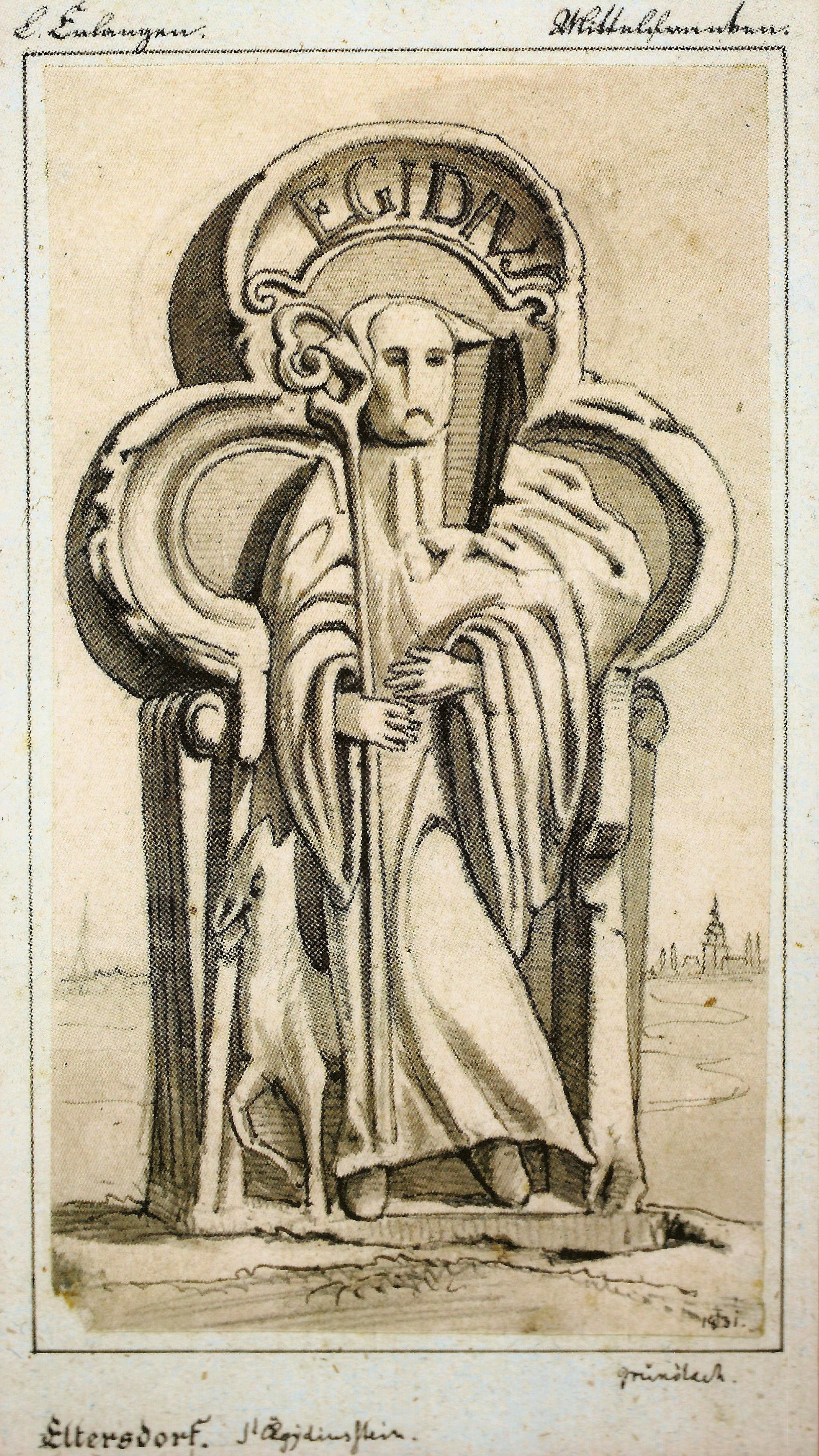
Zeichnung des Egidiensteins (Vorderseite), 1837
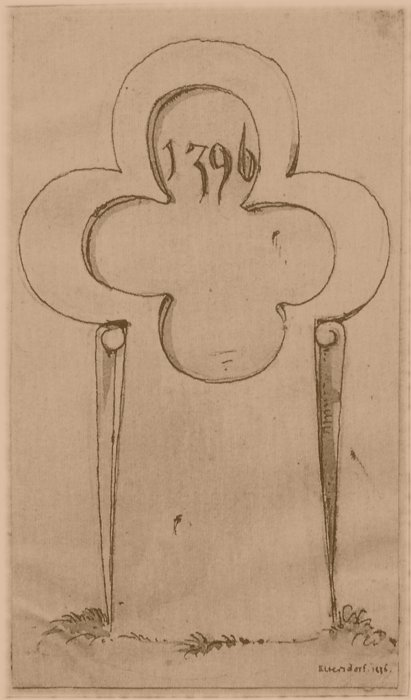
Zeichnung des Egidiensteins (Rückseite), 1837

## Geschichte
Über den Zeitraum und den Grund der Aufstellung des Egidiensteins ist nichts überliefert. Dass sich der Heilige Ägidius im 16. Jahrhundert zum neuen Patron der Eltersdorfer Pfarrkirche und der Gemeinde entwickelte, legt die Vermutung nahe, dass der Stein aus jenem Jahrhundert stammt. Eine andere Theorie geht davon aus, dass er bereits um 1398 als Grenzstein zum Nürnberger Reichswald aufgestellt wurde. Der bereits 1429 bezeugte Flurname Dickenasch (für „Dicke Esche“) bezeichnete ein ursprünglich zum Reichswald gehöriges und später gerodetes Waldgelände.
Bis um 1900 beauftragte die Gemeinde Eltersdorf einen Tüncher, der den Egidienstein jährlich vor der Kirchweih weiß oder rot bemalte. Seit 1977 findet dort wieder eine kleine Feier zur Kirchweiheröffnung statt, wobei auf das Bemalen des Steins verzichtet wird.
Nach einer Restaurierung im Jahr 1986 wurde der Egidienstein um einige Meter nach Norden versetzt.